# Lányi József
Késmárki Lányi József (Németpróna, 1868. június 29. – Budapest, 1931. október 28.) kanonjogi doktor, római katolikus áldozópap a besztercebányai egyházmegyében, fölszentelt püspök, egyházi író.

## Pályafutása
Tanulmányait a budapesti egyetem hittani karán végezte, ahol teológiából és 1894-ben kánonjogból doktorált. 1891. július 2-án szentelték pappá. Azután segédlelkész (káplán) volt, majd 1892-től a besztercebányai egyházmegyei hivatal levéltárnoka és püspöki szertartó, a korponai községi felső népiskola igazgatója. 1898-tól Jánosgyarmaton volt plébános, 1899-től Besztercebányán teológiát tanított, 1900 és 1906 között Ferenc Ferdinánd főherceg trónörökös magyar nyelvtanára volt. 1904-ben lehéri javadalmas apáttá, 1906-ban a váradi káptalan egyik irodalmi stallumának kanonokjává, 1907-ben egyházmegyei főtanfelügyelővé avatták.

### Püspöki pályafutása
1906. november 16-án knini (tinnini) püspökké nevezték ki (ez a török uralom óta címzetes püspökség); december 8-án szentelte püspökké Radnai Farkas besztercebányai püspök, Fischer-Colbrie Ágoston kassai koadjutor püspök és Fetser Antal nagyváradi segédpüspök segédletével.
1909-ben a Szent Sír Lovagrend tagja lett, 1915 májusától székesegyházi főesperes. 1919 márciusában, amikor a románok megszállták Nagyváradot, Budapestre költözött.

## Művei
- Az egyházi festészetről. Budapest, 1888.
- Az Itala és Vulgata. Budapest, 1890. (A budapesti egyetem hittudományi karától pályadíjjal jutalmazott értekezés.)
- A szyr, kald és arab diakritikus jelek. Budapest, 1891 (Ugyanazon kartól pályadíjjal kitüntetett értekezés
- Nabukodonozor büntetése. Budapest, 1891
- Az eskü kanonjogi szempontból. Besztercebánya, 1894 (doktori felavató értekezés)
- A valláserkölcsi nevelés fontossága korunkban. Budapest, 1896
- A magyar katholikusok Lateranban. Budapest, 1902.
- A nőemancipáció és a kath. egyház álláspontja. Hely nélkül, 1904.
- Ünnepi Szt beszéd Szt István első m. kir. ünnepén... Nagyvárad, 1909